# Spitzmäuse
Die Spitzmäuse (Soricidae) sind eine artenreiche Säugetierfamilie. Trotz der äußeren Ähnlichkeiten mit den Mäusen gehören sie nicht zu den Nagetieren, sondern zur Ordnung der Insektenfresser (Eulipotyphla). Weltweit werden fast 500 Arten unterschieden, von denen rund 10 auch in Mitteleuropa leben.

## Beschreibung
Spitzmäuse haben ein mäuseähnliches Erscheinungsbild, allerdings ist die Schnauze länglich zugespitzt. Die Gliedmaßen sind kurz, die Füße enden jeweils in fünf Zehen und sind unspezialisiert. Bei einigen wasserbewohnenden Arten jedoch besitzen die Zehen einen Borstensaum, der ähnlich wie eine Schwimmhaut wirkt. Spitzmäuse sind vergleichsweise kleine Säugetiere, sie erreichen Kopf-Rumpf-Längen von 3 bis 18, meist zwischen 6 und 10 Zentimetern. Die Schwanzlänge ist variabel, insbesondere einige unterirdisch grabend lebende Arten weisen einen auffälligen kurzen Schwanz auf. Das Gewicht variiert meist zwischen 3 und 18 Gramm, in Ausnahmefällen bis zu 65 Gramm. Die Etruskerspitzmaus (Suncus etruscus) zählt mit einer Körperlänge von 3,5 bis 5 Zentimetern und einem Gewicht von knapp 1,8 Gramm zu den kleinsten Säugetieren überhaupt. Viele Arten haben Duftdrüsen, mit denen sie ihr Territorium markieren.
Das Fell ist in der Regel dicht und kurz, seine Färbung variiert von gelblichbraun über verschiedene Grau- und Brauntöne bis zu schwarz. Die Unterseite ist meist heller, bei einigen Arten ist ein abrupter Übergang zwischen der dunklen Ober- und der hellen Unterseite zu beobachten. Das Herz einer Spitzmaus schlägt zwischen 800 und 1000 Mal pro Minute.

### Kopf und Zähne

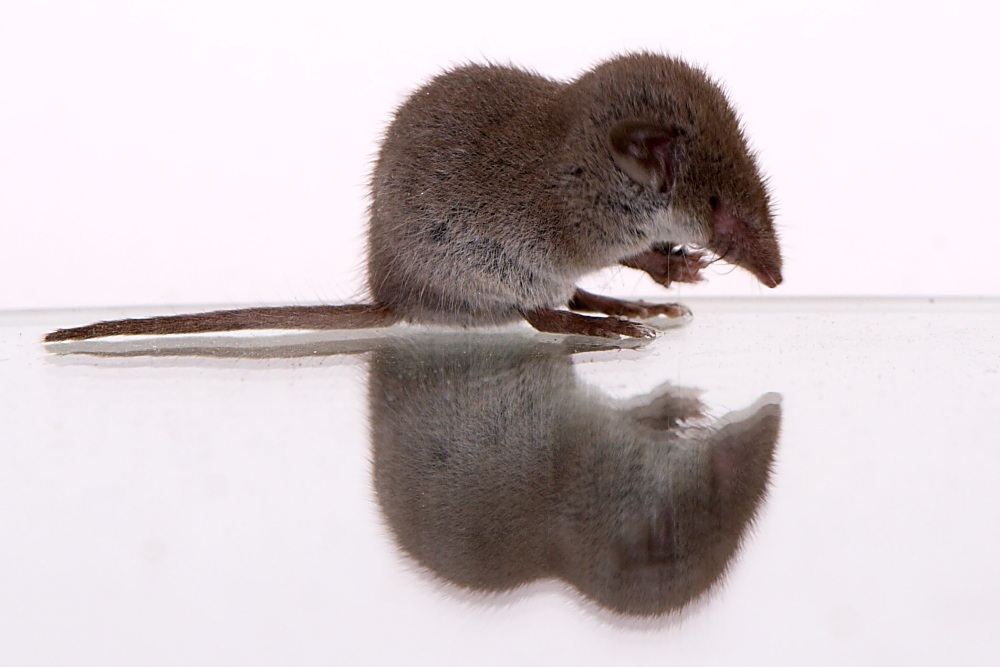
Gartenspitzmaus (Crocidura suaveolens)

Der Schädel ist langgestreckt und flach, die lange, rüsselartige Nase beweglich. Die Augen sind klein und manchmal im Fell verborgen. Eine Ohrmuschel ist vorhanden, meist aber klein und oft ragt sie kaum oder gar nicht aus dem Fell heraus.
Die Zähne sind wie bei allen Insektenfressern durch spitze Höcker und scharfe Schmelzleisten charakterisiert. Spitzmäuse haben 26 bis 32 Zähne und somit weniger als die übrigen Insektenfresser. Die vordersten Schneidezähne ragen nach vorn, dahinter folgt bis zum letzten Prämolaren eine Reihe einspitziger Zähne. Eiseneinlagerungen in der äußeren Schmelzzone sorgen für eine rötliche bis gelbliche Färbung bei den Rotzahnspitzmäusen, aber auch bei den Wasserspitzmäusen und den Amerikanischen Kurzschwanzspitzmäusen. Das Milchgebiss wird bereits vor der Geburt ersetzt, sodass sie mit dem bleibenden Gebiss zur Welt kommen.
Spitzmäuse gehören, wie auch die Schlitzrüssler und Plumploris, zu den wenigen giftigen Säugetieren. Von einigen Gattungen (Wasserspitzmäuse und Amerikanische Kurzschwanzspitzmäuse) ist bekannt, dass sie in der Unterkieferspeicheldrüse das Gift BLTX produzieren, das es ihnen erlaubt, relativ große Beutetiere wie Frösche und Wühlmäuse zu überwältigen. Auch für den Menschen können Spitzmausbisse deswegen sehr schmerzhaft sein.

### Sinne
Der Sehsinn der Spitzmäuse ist schlecht entwickelt, bei der Beutejagd verlassen sie sich eher auf den Gehör- und insbesondere auf den Geruchssinn. Eine Besonderheit der Spitzmäuse ist, dass sie neben Fledermäusen und Zahnwalen zu den wenigen Säugetieren zählen, bei denen die Fähigkeit zur Echoortung bekannt ist. Sie senden dabei eine Abfolge von hohen Quietschtönen aus, mit deren Hilfe sie ihren Lebensraum erkunden können. Unklar ist, ob die Echoortung auch zum Aufspüren der Beute verwendet wird.

## Verbreitung und Lebensraum

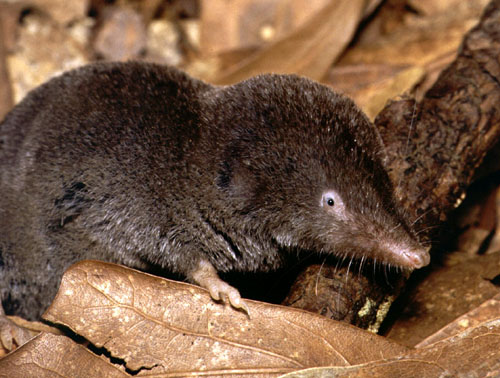
Die Südliche Kurzschwanzspitzmaus ist eine bekannte Spitzmausart Nordamerikas

Spitzmäuse sind nahezu weltweit verbreitet und kommen in Eurasien, Afrika sowie Nord- und Mittelamerika vor. Sie fehlen allerdings in Südamerika (außer dem äußersten Nordwesten), dem australisch-ozeanischen Raum, den Polarregionen und auf abgelegenen Inseln.
Sie bewohnen eine Vielzahl von Habitaten, bevorzugen jedoch eher feuchte Lebensräume. Die meisten Arten leben in dichtbestandenen Waldgebieten, manche kommen auch in Grasländern vor. Einige Arten wie die Gescheckte Wüstenspitzmaus und die Vertreter der Grauen Wüstenspitzmäuse bewohnen allerdings auch ausgesprochen trockene Regionen.

## Lebensweise
Spitzmäuse sind vorwiegend Bodenbewohner. Sie können nicht sehr gut klettern, reine baumbewohnende Arten gibt es nicht. Manche Gattungen wie die Biber-, die Gebirgsbach- und die Wasserspitzmäuse sind an eine aquatische Lebensweise angepasst. Daneben gibt es auch teilweise unterirdisch lebende Arten wie die Stummelschwanz- und die Maulwurfspitzmäuse, die mit vergrößerten, zum Graben geeigneten Vorderpfoten und langen Krallen an diese Lebensweise angepasst sind.
Üblicherweise sind Spitzmäuse Einzelgänger, die außerhalb der Paarungszeit den Kontakt zu Artgenossen meiden, lediglich von den Kleinohrspitzmäusen ist ein sozialeres Verhalten bekannt. Viele Arten dürften territorial sein und ihr Revier mit Drüsensekreten markieren.
Einige Arten sind sowohl tag- als auch nachtaktiv, andere hingegen begeben sich vorwiegend während der Nacht auf Nahrungssuche. Als Ruheplätze graben sie eigene Baue oder übernehmen die anderer Tiere oder verwenden andere geschützte Plätze wie Felsspalten, Erdlöcher oder ähnliches. Oft legen sie darin ein Nest aus getrockneten Blättern und Gräsern an. Einige kulturfolgende Arten sind auch in menschlichen Behausungen zu finden. Meist sind sie ganzjährig aktiv, kurze Perioden mit leichter Körperstarre (Torpor) kommen jedoch bei manchen Arten vor.
Spitzmäuse haben eine außergewöhnlich hohe Stoffwechselrate. Wenn sie erschrecken, kann ihr Herz bis zu 1200 Mal pro Minute schlagen, oft kommen auch Todesfälle durch einen Schock vor. Aufgrund ihres immensen Stoffwechsels haben die Spitzmäuse einen hohen Nahrungsbedarf, so fressen Arten der Gattung der Rotzahnspitzmäuse (Sorex) täglich Nahrung in der Größenordnung ihres eigenen Körpergewichts.

## Nahrung
Spitzmäuse sind Fleischfresser, die sich vorrangig von Insekten und deren Larven, Regenwürmern und anderen wirbellosen Tieren ernähren. Manchmal werden auch kleine Wirbeltiere verzehrt, wobei ihnen ihr giftiger Speichel hilft, auch größere Beute zu überwältigen. Wenn sich die Gelegenheit dazu ergibt, stehen auch doppelt so große Beutetiere wie Wühlmäuse, Kröten oder kleine Schlangen auf dem Speiseplan. Entsprechend jagen und fressen Wasserspitzmäuse neben ihrer Hauptnahrung Käferlarven und Wasserschnecken auch kleine Fische.
In kleinem Ausmaß nehmen sie auch pflanzliches Material wie Samen und Nüsse zu sich.

## Fortpflanzung

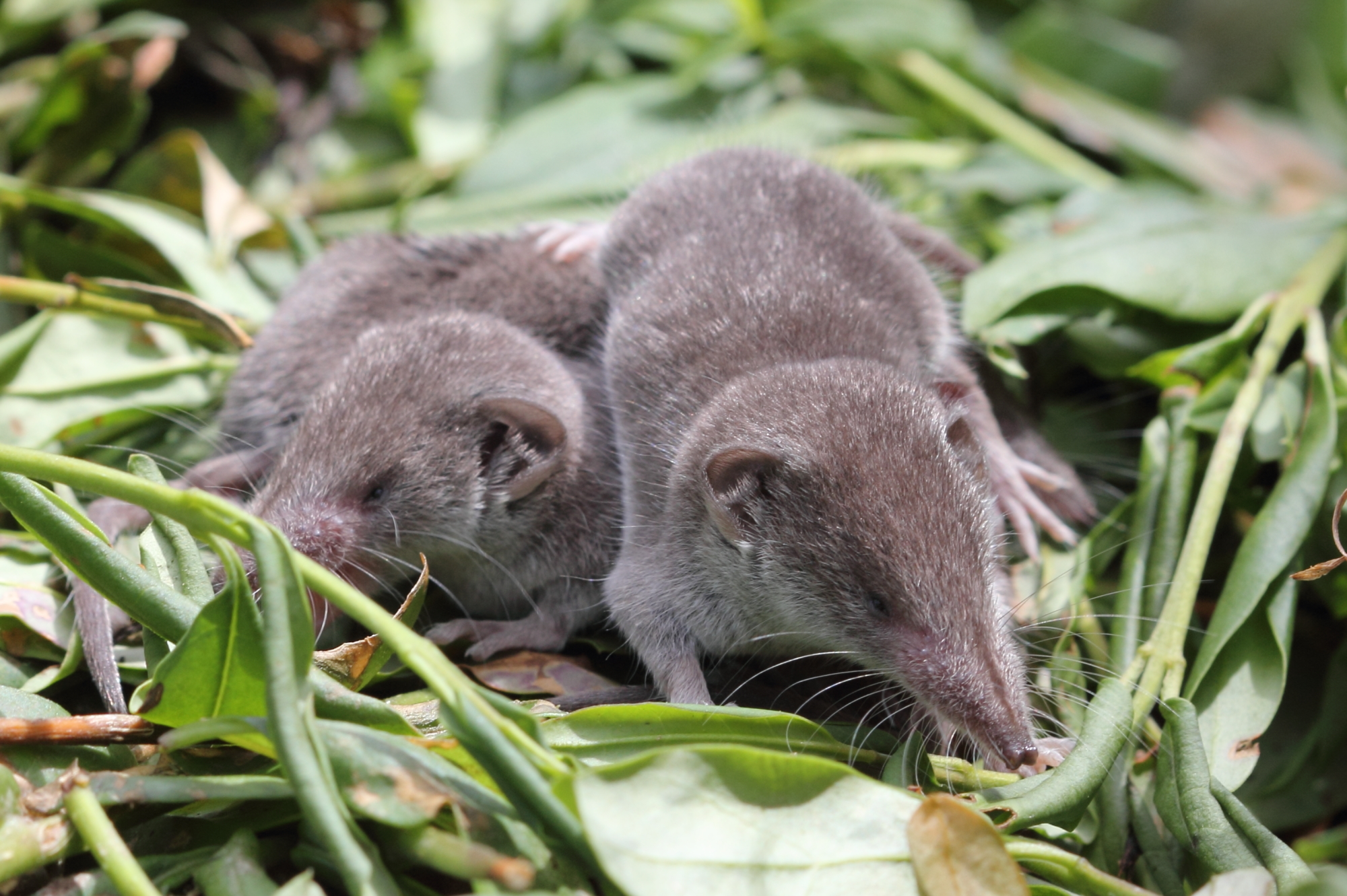
Junge Spitzmäuse in der Nähe ihres Nestes

Spitzmäuse bringen ein oder mehrmals im Jahr nach rund drei bis vier Wochen Tragezeit bis zu zehn nackte und blinde Junge zur Welt. Diese wachsen jedoch schnell, nach 7 bis 24 Tagen öffnen sie die Augen. Bei der Unterfamilie der Weißzahnspitzmäuse kommt es manchmal zu „Umzugskarawanen“, indem sie sich in das Fell bei der Schwanzwurzel des Vordertieres verbeißen. Die Entwöhnung erfolgt meist nach zwei bis vier Wochen, die Geschlechtsreife tritt oft schon nach zwei bis drei Monaten ein. Die durchschnittliche Lebenserwartung dieser Tiere beträgt ein bis zwei Jahre.

## Spitzmäuse und Menschen

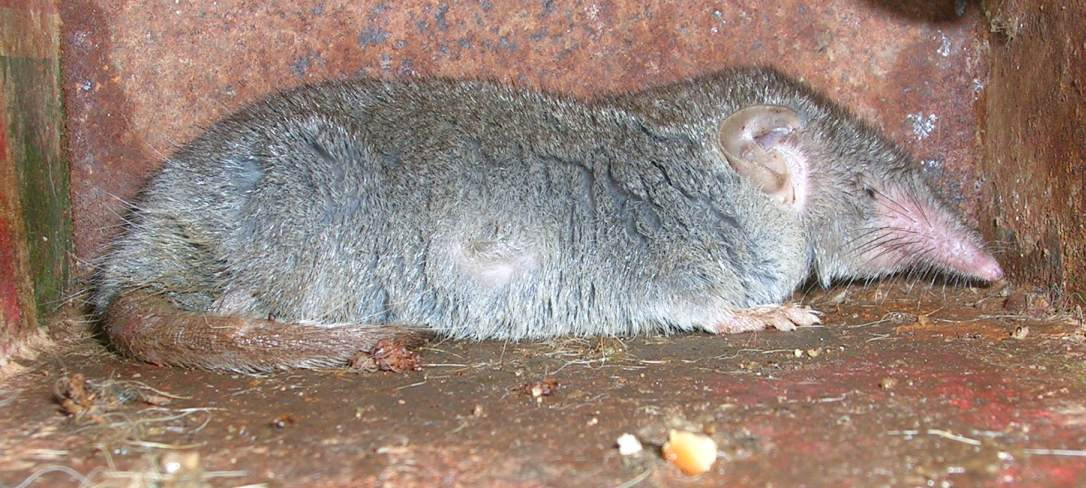
Die Moschusspitzmaus (Suncus murinus) hat als Kulturfolger ihr Verbreitungsgebiet erweitern können

Spitzmäuse wurden und werden vom Menschen weder besonders genutzt noch als Schädling oder Gefahr betrachtet, sodass sie selten bejagt wurden. Auch in der Heimtierhaltung spielen sie keine Rolle. Die heutigen Bedrohungen gehen vorrangig von der Zerstörung ihres Lebensraumes und der Einschleppung von Neozoen in ihre Heimatregionen aus. Besonders gefährdet sind dabei wie bei anderen Säugetiergruppen Arten, die auf kleinen Inseln endemisch sind. Die Spitzmäuse der Gattung Nesiotites, die auf mehreren Mittelmeerinseln lebten, sind vor einigen tausend Jahren ausgestorben. Heute werden 11 Arten von der IUCN als „vom Aussterben bedroht“ (critically endangered) gelistet, weitere 57 Arten gelten als stark gefährdet oder gefährdet;  für 102 Arten fehlen jedoch genaue Daten, weshalb sie als Data Deficient (ungenügende Datengrundlage) klassifiziert werden. Einige Arten haben im Gegensatz dazu im Gefolge des Menschen ihr Verbreitungsgebiet ausdehnen können, beispielsweise die Moschusspitzmaus.
Mancherorts haben Spitzmäuse kulturgeschichtliche Bedeutung erlangt. Im Alten Ägypten, insbesondere in den späteren Dynastien, galten sie als Manifestationen des Gottes Horus, teilweise wurden sie mumifiziert. In China erinnern ihre Quietschlaute an das chinesische Wort für Geld. Einem Aberglauben zufolge bedeutet dort die Anwesenheit einer Spitzmaus, dass Geld in das Haus fließen werde. Den Körperteilen der Panzerspitzmaus, mit ihrem einzigartigen, besonders belastbaren Bau der Wirbelsäule, werden in manchen Regionen Afrikas magische Kräfte zugesprochen.

## Spitzmäuse als potentielle Krankheitsüberträger
Zwar gelten Rötelmäuse und Brandmäuse als die Hauptüberträger des Puumalavirus und Hantaanvirus, zweier Spezies des Hantavirus, in Deutschland. Andere Spezies von Hantaviren sind in den vergangenen Jahren aber auch bei Spitzmäusen sowie Maulwürfen und Fledermäusen gefunden worden. Ob diese neu entdeckten Viren für den Menschen pathogen sind, ist nicht bekannt.
Die Feldspitzmaus (Crocidura leucodon) könnte Überträger des Borna Disease Virus 1 (BoDV-1) auf andere Säugetiere sowie den Menschen sein.

## Systematik und Benennung

### Benennung
Die Bezeichnung Spitz„maus“ darf nicht darüber hinwegtäuschen, dass diese Tiere mit den Mäusen nicht näher verwandt sind. Eine beschlossene Umbenennung durch die Deutsche Gesellschaft für Säugetierkunde auf ihrer Hauptversammlung 1942 in die zoologisch sinnvollere, ältere Bezeichnung Spitzer ließ Adolf Hitler nach seiner Kenntnisnahme durch die Berliner Morgenpost vom 3. März 1942 unter Androhung von längeren Aufenthalten „in Baubataillonen an der russischen Front“ unverzüglich rückgängig machen.

### Äußere Systematik
Die Spitzmäuse werden in die Ordnung der Insektenfresser eingegliedert. Diese Ordnung hat eine taxonomisch stark umstrittene Geschichte, immer wieder wurden Taxa ein- oder ausgegliedert. Auch die molekulargenetischen Untersuchungen liefern kein eindeutiges Ergebnis, sodass die Abstammungsverhältnisse innerhalb dieser Gruppe umstritten bleiben. Als mögliche Schwestergruppe der Spitzmäuse gelten die Maulwürfe (Talpidae), eine entferntere Verwandtschaft besteht zu den Schlitzrüsslern (Solenodontidae).

### Innere Systematik

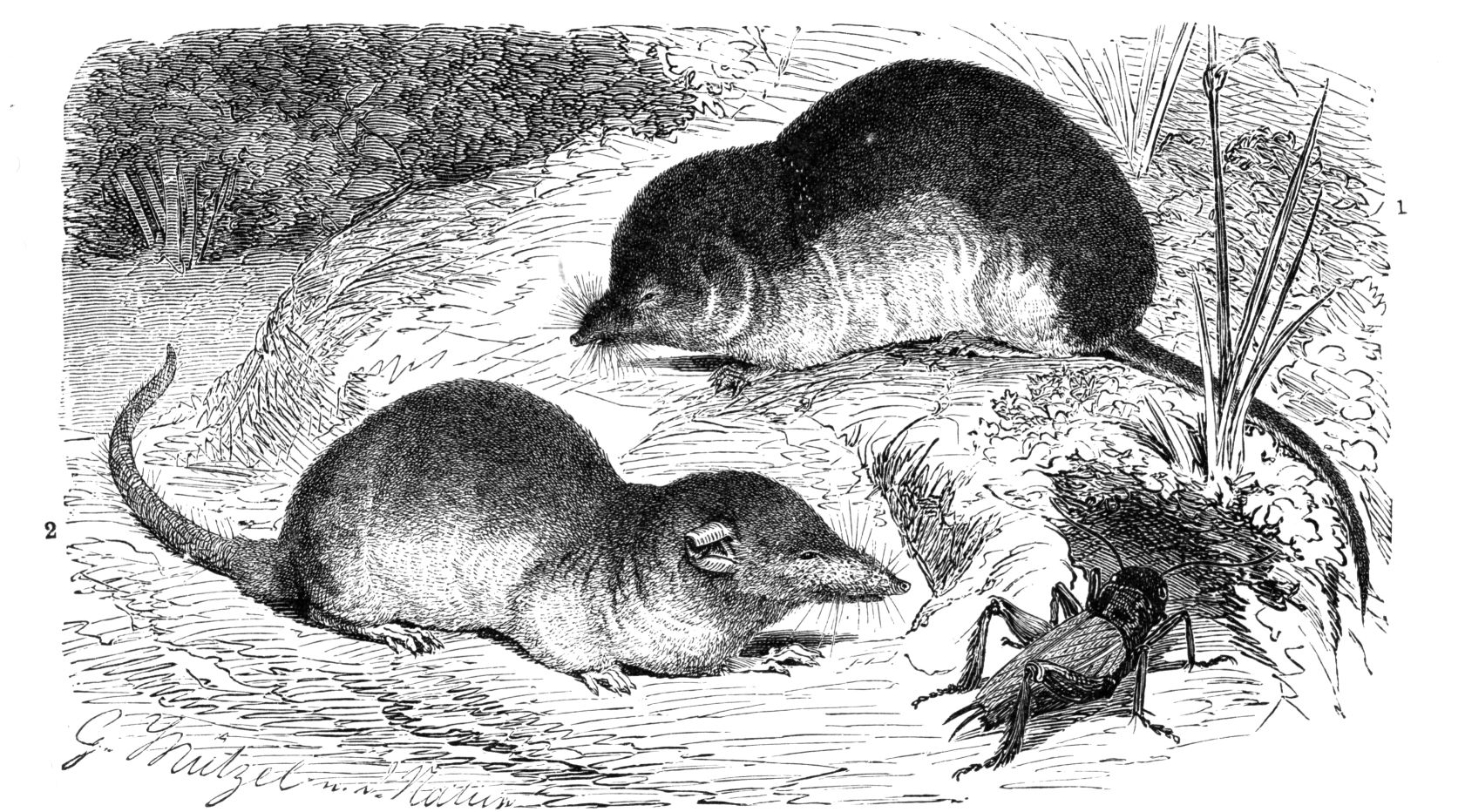
Zwei mitteleuropäische Spitzmausarten: oben die Waldspitzmaus, ein Vertreter der Rotzahnspitzmäuse, darunter die Hausspitzmaus, ein Vertreter der Weißzahnspitzmäuse

Die Familie der Spitzmäuse ist in drei Unterfamilien mit rund 25 Gattungen und über 350 Arten unterteilt.

#### Weißzahn- oder Wimperspitzmäuse
Die Mitglieder der Unterfamilie der Weißzahn- oder Wimperspitzmäuse (Crocidurinae) sind durch weiße Zähne und Wimpern am Schwanz und am hinteren Teil des Körpers charakterisiert. Sie haben weniger Zähne (26 bis 28) als die Rotzahnspitzmäuse.
Weißzahnspitzmäuse sind auf die Alte Welt beschränkt, sie kommen in Eurasien und Afrika vor, die größte Artenvielfalt herrscht im zentralen Afrika. Folgende Gattungen werden zu dieser Unterfamilie gerechnet:
- Die Gattung der (Eigentlichen) Weißzahnspitzmäuse (Crocidura) gilt mit rund 170 Arten als die artenreichste Säugetiergattung überhaupt. Die meisten davon leben in Afrika oder in Südostasien, in Mitteleuropa kommen drei Arten vor: die Feldspitzmaus (C. leucodon), die Hausspitzmaus (C. russula) sowie die Gartenspitzmaus (C. suaveolens).
- Die Gattung der Dickschwanzspitzmäuse (Suncus) umfasst mehr als 15 Arten, die im südlichen Europa, in Afrika und im südlichen und südöstlichen Asien leben. Sie sind durch buschige Schwänze gekennzeichnet. Bekannte Arten sind die Etruskerspitzmaus (S. etruscus) – die zusammen mit der Schweinsnasenfledermaus als das kleinste Säugetier überhaupt gilt – und die Moschusspitzmaus (S. murinus).
- Die Pearson-Langkrallenspitzmaus (Solisorex pearsoni) ist auf Sri Lanka endemisch.
- Die Kelaart-Langkrallenspitzmaus (Feroculus feroculus) kommt ebenfalls nur auf Sri Lanka vor.
- Die Gescheckte Wüstenspitzmaus (Diplomesodon pulchellum) bewohnt Steppen und Halbwüsten im südlichen Russland und Zentralasien.
- Die Gattung Palawanosorex schließt mit der Palawan-Moosspitzmaus (P. muscorum) und der Kinabalu-Moschusspitzmaus (P. ater) zwei Arten von der philippinischen Insel Palawan und von Borneo ein.[12][13]
- Die drei Arten der Gattung Kongo-Wimperspitzmäuse (Paracrocidura) sind durch den relativ großen Kopf und spezielle Merkmale im Bereich der Zähne gekennzeichnet. Sie leben im zentralen Afrika.
- Die Ruwenzori-Spitzmaus (Ruwenzorisorex suncoides) lebt nur im Ruwenzori-Gebirge in Afrika.
- Die Panzerspitzmäuse (Scutisorex) Zentralafrikas sind durch ihre besonders belastbare und biegsame Wirbelsäule gekennzeichnet.
- Die rund zehn Arten der Gattung Sylvisorex bewohnen die Wälder des zentralen und südlichen Afrikas. Sie sind durch eine weiche, lange Körperbehaarung gekennzeichnet.

#### Myosoricinae
Die Gattungen der Unterfamilie der Myosoricinae wurden früher zu den Crocidurinae gerechnet. Sie unterscheiden sich von diesen durch einen vorhandenen dritten unteren Prämolar und weiteren Details im Schädelbau. Die Mitglieder dieser Unterfamilie sind auf das mittlere und südliche Afrika beschränkt. Folgende Gattungen zählen dazu:
- Die Afrikanischen Waldspitzmäuse (Gattung Myosorex) bewohnen vorrangig feuchte Waldregionen im zentralen und südlichen Afrika.
- Die Tiere der Gattung Congosorex ähneln den Afrikanischen Waldspitzmäusen. Die Gattung umfasst drei Arten, von denen zwei erst im 21. Jahrhundert entdeckt wurden.
- Die drei Arten der Maulwurfspitzmäuse (Surdisorex) kommen ausschließlich in rund 3000 Meter hohen Bergregionen Kenias vor. Typisch für sie ist der kurze Schwanz und eine teilweise unterirdische Lebensweise.
- Nagasorex ist monotypisch und kommt mit der Art Nagasorex albidens in Nagaland im östlichen Indien vor.[11]

#### Rotzahnspitzmäuse

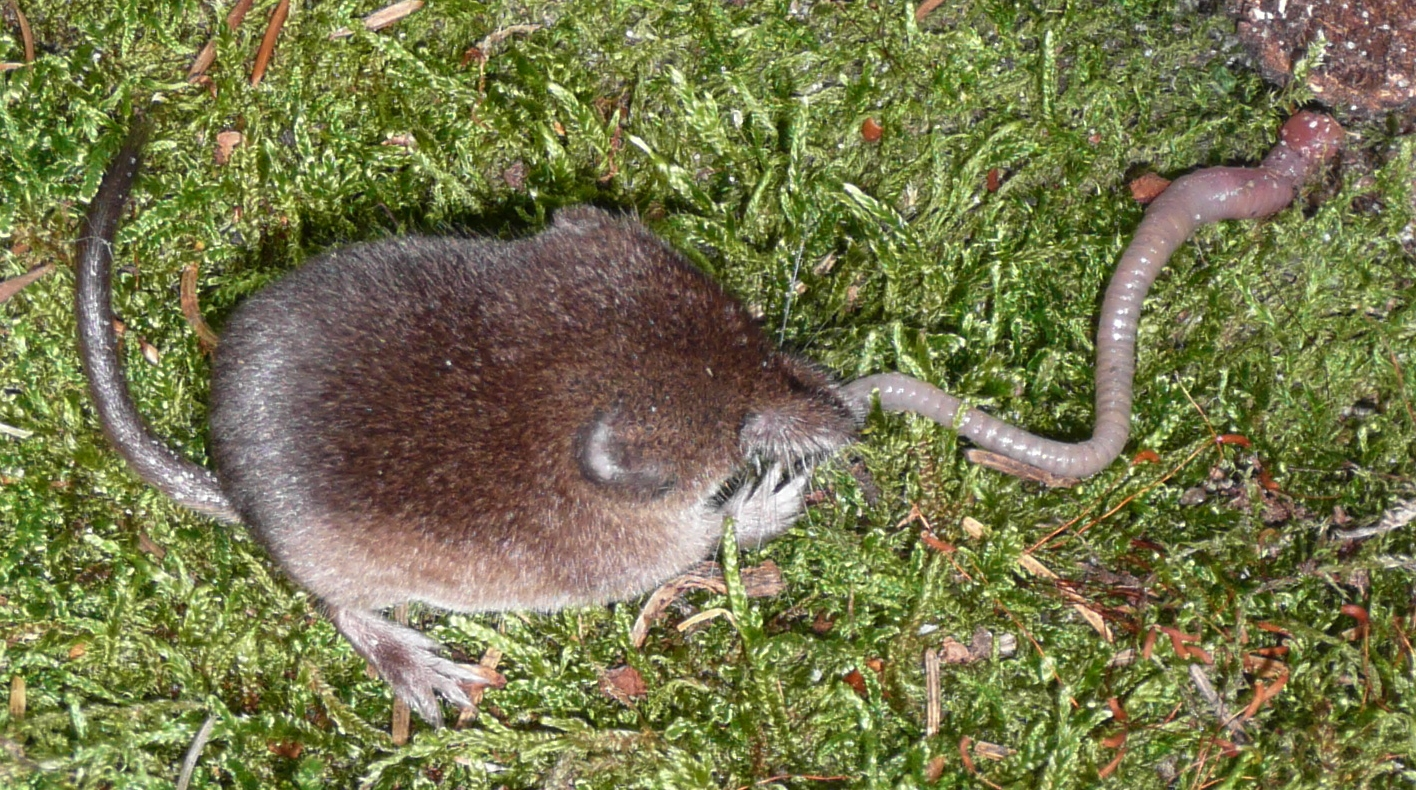
Eine Waldspitzmaus beim Verzehr eines Regenwurms

Die Mitglieder der Unterfamilie der Rotzahnspitzmäuse (Soricinae) sind durch rote und gelbliche Zahnspitzen gekennzeichnet. Auch haben sie mehr Zähne (30 oder 32) als die anderen Unterfamilien, und die Wimperhaare am Schwanz und am hinteren Ende des Körpers fehlen.
Rotzahnspitzmäuse leben in Eurasien, in Nord- und Mittelamerika sowie im nordwestlichen Südamerika; in Afrika fehlen sie. Folgende Gattungen werden unterschieden:
- Die Gattung der (Eigentlichen) Rotzahnspitzmäuse (Sorex) umfasst knapp 80 Arten. Sie sind durch lange Schwänze und kleine Ohren gekennzeichnet und bewohnen weite Teile Eurasiens und Nordamerikas. Zu den mitteleuropäischen Arten zählen: die Waldspitzmaus (S. araneus) – 1949 und 2017 wurde über ihre temporäre Körperschrumpfung und Gewichtsabnahme über den Winter publiziert; die Alpenspitzmaus (S. alpinus), die Zwergspitzmaus (S. minutus) sowie die Schabrackenspitzmaus (S. coronatus).
- Die Wasserspitzmäuse (Neomys) umfassen drei Arten in Europa und Westasien. Sie sind durch Haarsäume an den Füßen an das Wasserleben angepasst. Bekannt sind die Wasserspitzmaus (N. fodiens) und die Sumpfspitzmaus (N. anomalus).
- Die Stummelschwanzspitzmäuse (Anourosorex) sind mit den klauenartigen Vorderfüßen und den rückgebildeten Augen an eine unterirdische Lebensweise ähnlich den Maulwürfen angepasst. Sie kommen in Ost- und Südostasien vor.
- Die Asiatischen Kurzschwanzspitzmäuse (Blarinella) leben in Südwestchina und Nord-Myanmar. Ihr kurzer Körper ist auch an eine grabende Lebensweise angepasst.
- Eng verwandt mit den Asiatischen Kurzschwanzspitzmäusen sind die beiden Arten der Gattung Parablarinella, die ebenfalls im südwestlichen China auftreten.[14][15]
- Die vier Arten der Amerikanischen Kurzschwanzspitzmäuse (Blarina) kommen in Südkanada und den USA vor. Es sind relativ gut erforschte, häufig grabend lebende Tiere.
- Die rund 30 Arten der Kleinohrspitzmäuse (Cryptotis) sind auf den amerikanischen Kontinent beschränkt. Sie leben in Gruppen zusammen und gelten als sozialer als die meisten anderen Spitzmausarten.
- Die sechs Arten der Biberspitzmäuse (Chimarrogale) sind ähnlich den Wasserspitzmäusen mit Borstensäumen an den Füßen an eine schwimmende Fortbewegung angepasst. Sie leben in Ostasien.
- Die Gattung Chodsigoa umfasst acht vorwiegend in China lebende Arten.
- Die vier Arten der Gattung Episoriculus bewohnen Feuchtgebiete in Asien.
- Der Gattung Nectogale gehören zwei Arten an,[16] es sind die einzigen Spitzmäuse, die mit echten Schwimmhäuten ausgestattet sind. Sie leben im südlichen China und der Himalaya-Region. Fische dürften einen Teil ihrer Ernährung ausmachen.
- Die Gattung Nesiotites lebte bis vor wenigen Tausend Jahren auf einigen Mittelmeerinseln.
- Die Sikkim-Großklauenspitzmaus (Soriculus nigrescens) bewohnt die Himalaya-Region.
- Die Mexikanische Wüstenspitzmaus (Megasorex gigas) bewohnt das südwestliche Mexiko und lebt in Wäldern und Halbwüsten.
- Die Grauen Wüstenspitzmäuse (Notiosorex) leben in Trockengebieten in den südwestlichen USA und Nordmexiko.

#### Andere als „Spitzmäuse“ bezeichnete Tiere
Nicht zur Familie der Spitzmäuse zählen:
- die Otterspitzmäuse (Potamogalidae), eine mit den Tenreks verwandte Familie,
- die Elefantenspitzmäuse (Elephantulus), eine Gattung der Rüsselspringer, sowie
- die ausgestorbenen Karibischen Spitzmäuse (Nesophontidae) der Karibischen Inseln, die eine eigene Familie darstellten.

### Entwicklungsgeschichte
Die frühesten Fossilienfunde von Spitzmäusen stammen aus dem oberen Eozän Nordamerikas. Im Oligozän wanderten sie nach Asien und Afrika ein, aus dieser Zeit sind die ausgestorbenen Unterfamilien Crocidosoricinae und Heterosoricinae bekannt. Die ältesten Funde aus Afrika stammen aus dem Miozän, in Südamerika sind sie erst seit dem Pleistozän belegt.